# Nabisco Masters 1986 - Doppio
Il doppio del torneo di tennis Nabisco Masters 1986, facente parte della categoria Grand Prix, ha avuto come vincitori Stefan Edberg e Anders Järryd che hanno battuto in finale 6–3, 7–6, 6–3 Guy Forget e Yannick Noah.

## Tabellone

### Legenda
| - Q = Qualificato - WC = Wild card - LL = Lucky loser | - ALT = Alternate - SE = Special Exempt - PR = Protected Ranking | - w/o = Walkover - r = Ritirato - d = Squalificato |

### Finali
|  | Semifinali                   | Semifinali                   | Semifinali                   | Semifinali                 | Semifinali | Semifinali | Semifinali |  |  | Finale                      | Finale                      | Finale                      | Finale                      | Finale | Finale | Finale |  |
|  |                              |                              |                              |                            |            |            |            |  |  |                             |                             |                             |                             |        |        |        |  |
|  | Stefan Edberg Anders Järryd  | Stefan Edberg Anders Järryd  | Stefan Edberg Anders Järryd  | 7                          | 3          | 7          | 6          |  |  |                             |                             |                             |                             |        |        |        |  |
|  | Mike De Palmer Gary Donnelly | Mike De Palmer Gary Donnelly | Mike De Palmer Gary Donnelly | 6                          | 6          | 6          | 4          |  |  | Stefan Edberg Anders Järryd | Stefan Edberg Anders Järryd | Stefan Edberg Anders Järryd | Stefan Edberg Anders Järryd | 6      | 7      | 6      |  |
|  | John Fitzgerald Tomáš Šmíd   | John Fitzgerald Tomáš Šmíd   | John Fitzgerald Tomáš Šmíd   | John Fitzgerald Tomáš Šmíd | 2          | 4          | 6          |  |  | Guy Forget Yannick Noah     | Guy Forget Yannick Noah     | Guy Forget Yannick Noah     | Guy Forget Yannick Noah     | 3      | 6      | 3      |  |
|  | Guy Forget Yannick Noah      | Guy Forget Yannick Noah      | Guy Forget Yannick Noah      | Guy Forget Yannick Noah    | 6          | 6          | 7          |  |  |                             |                             |                             |                             |        |        |        |  |

### Gruppo Rosso
|  |                                | Edberg Järryd      | Steyn Visser       | Gildemeister Gómez Santos | Fitzgerald Šmíd         | RR W–L | Set W–L | Game W–L | Classifica |
|  | Stefan Edberg Anders Järryd    |                    | 5–7, 6–3, 7–6, 6–2 | 6–7, 3–6, 6–3, 6–7        | 4–6, 6–4, 7–5, 6–3      | 2–1    | 7–5     | 68–59    | 1          |
|  | Christo Steyn Danie Visser     | 7–5, 3–6, 6–7, 2–6 |                    | 6–3, 6–4, 6–3             | 6–7, 4–6, 6–4, 2–6      | 1–2    | 5–6     | 54–57    | 3          |
|  | Hans Gildemeister Andrés Gómez | 7–6, 6–3, 3–6, 7–6 | 3–6, 4–6, 3–6      |                           | 5–7, 6–4, 6–2, 3–6, 4–6 | 1–2    | 5–6     | 54–64    | 4          |
|  | John Fitzgerald Tomáš Šmíd     | 6–4, 4–6, 5–7, 3–6 | 7–6, 6–4, 4–6, 6–2 | 7–5, 4–6, 2–6, 6–3, 6–4   |                         | 2–1    | 7–6     | 66–65    | 2          |

La classifica viene stilata in base ai seguenti criteri: 1) Numero di vittorie; 2) Numero di partite giocate; 3) Scontri diretti (in caso di due giocatori pari merito ); 4) Percentuale di set vinti o di games vinti (in caso di tre giocatori pari merito ); 5) Decisione della commissione.

### Gruppo Blu
|  |                              | Forget Noah             | De Palmer Donnelly      | Casal Sánchez           | Nyström Wilander   | RR W–L | Set W–L | Game W–L | Classifica |
|  | Guy Forget Yannick Noah      |                         | 6–7, 6–4, 3–6 7–6, 7–5  | 6–2, 6–2 7–6            | 2–6, 7–5, 6–2, 7–5 | 3–0    | 9–3     | 70–56    | 1          |
|  | Mike De Palmer Gary Donnelly | 7–6, 4–6, 6–3, 6–7, 5–7 |                         | 3–6, 6–1, 3–6, 7–6, 6–4 | 4–6, 7–5, 6–1, 6–4 | 2–1    | 8–6     | 76–68    | 2          |
|  | Sergio Casal Emilio Sánchez  | 2–6, 2–6 6–7            | 6–3, 1–6, 6–3, 6–7, 4–6 |                         | 7–6, 7–6, 6–1      | 1–2    | 5–6     | 53–57    | 3          |
|  | Joakim Nyström Mats Wilander | 6–2, 5–7, 2–6, 5–7      | 6–4, 5–7, 1–6, 4–6      | 6–7, 6–7, 1–6           |                    | 0–3    | 2–9     | 47–65    | 4          |

La classifica viene stilata in base ai seguenti criteri: 1) Numero di vittorie; 2) Numero di partite giocate; 3) Scontri diretti (in caso di due giocatori pari merito ); 4) Percentuale di set vinti o di games vinti (in caso di tre giocatori pari merito ); 5) Decisione della commissione.